# Eleutherodactylus griphus
Espèce
Statut de conservation UICN

 CR B2ab(iii) : 
En danger critique
Eleutherodactylus griphus est une espèce d'amphibiens de la famille des Eleutherodactylidae.

## Répartition
Cette espèce est endémique de la Jamaïque. Elle se rencontre dans la paroisse de Trelawny de 250 à 640 m d'altitude.

## Description
Les femelles mesurent jusqu'à 18 mm.

## Publication originale
- Crombie, 1986 : Another new forest-dwelling frog (Leptodactylidae: Eleutherodactylus) from the Cockpit Country of Jamaica. Transactions of the San Diego Society of Natural History, vol. 21, no 9, p. 145-153 (texte intégral).